# Дубрава (Хърватия)
Дубрава (на хърватски: Dubrava) е община в Загребска жупания, Хърватия. Според преброяването от 2011 г. има 5245 жители, мнозинството от които са хървати.